# 若桜神社

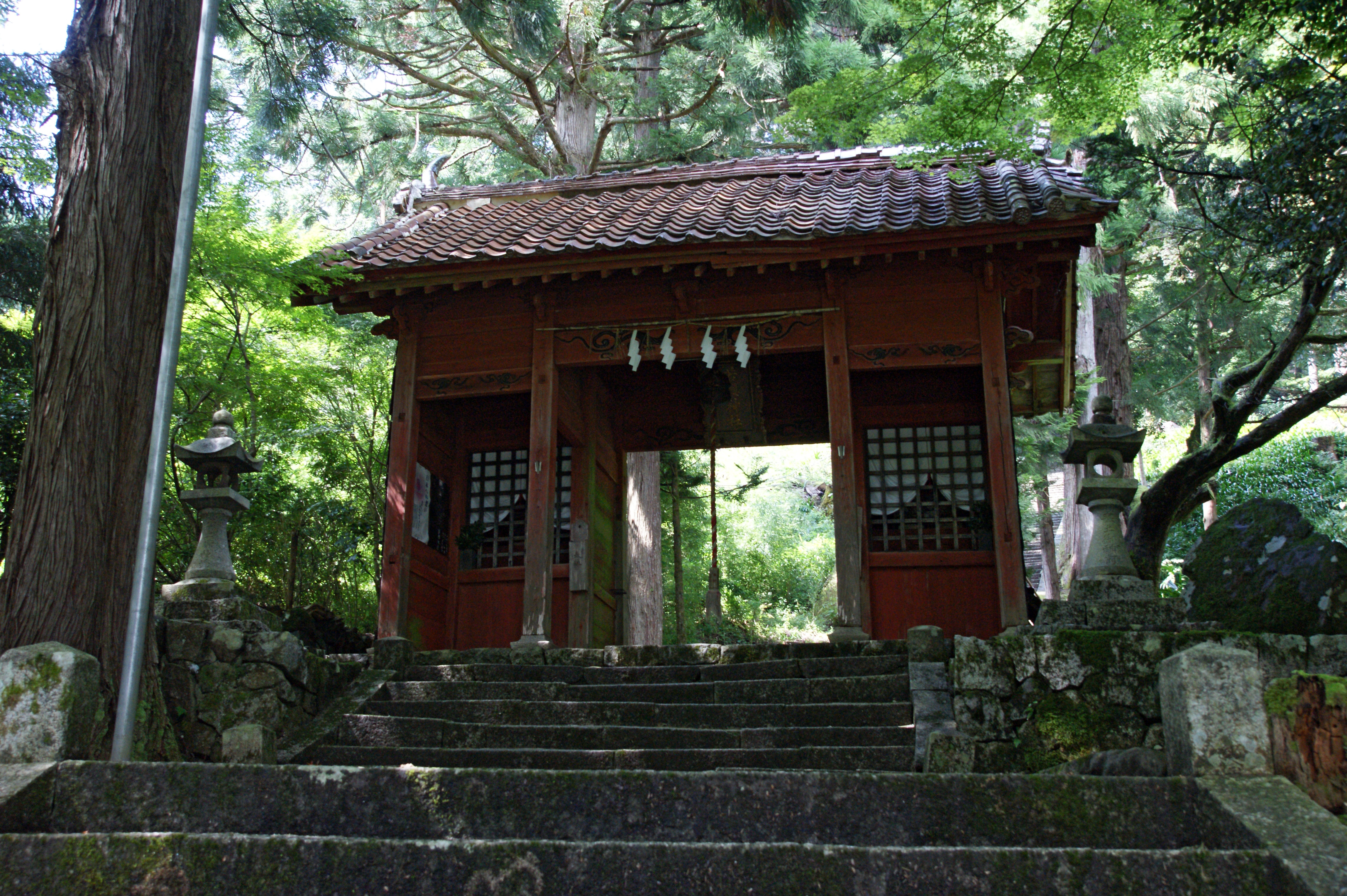
神門

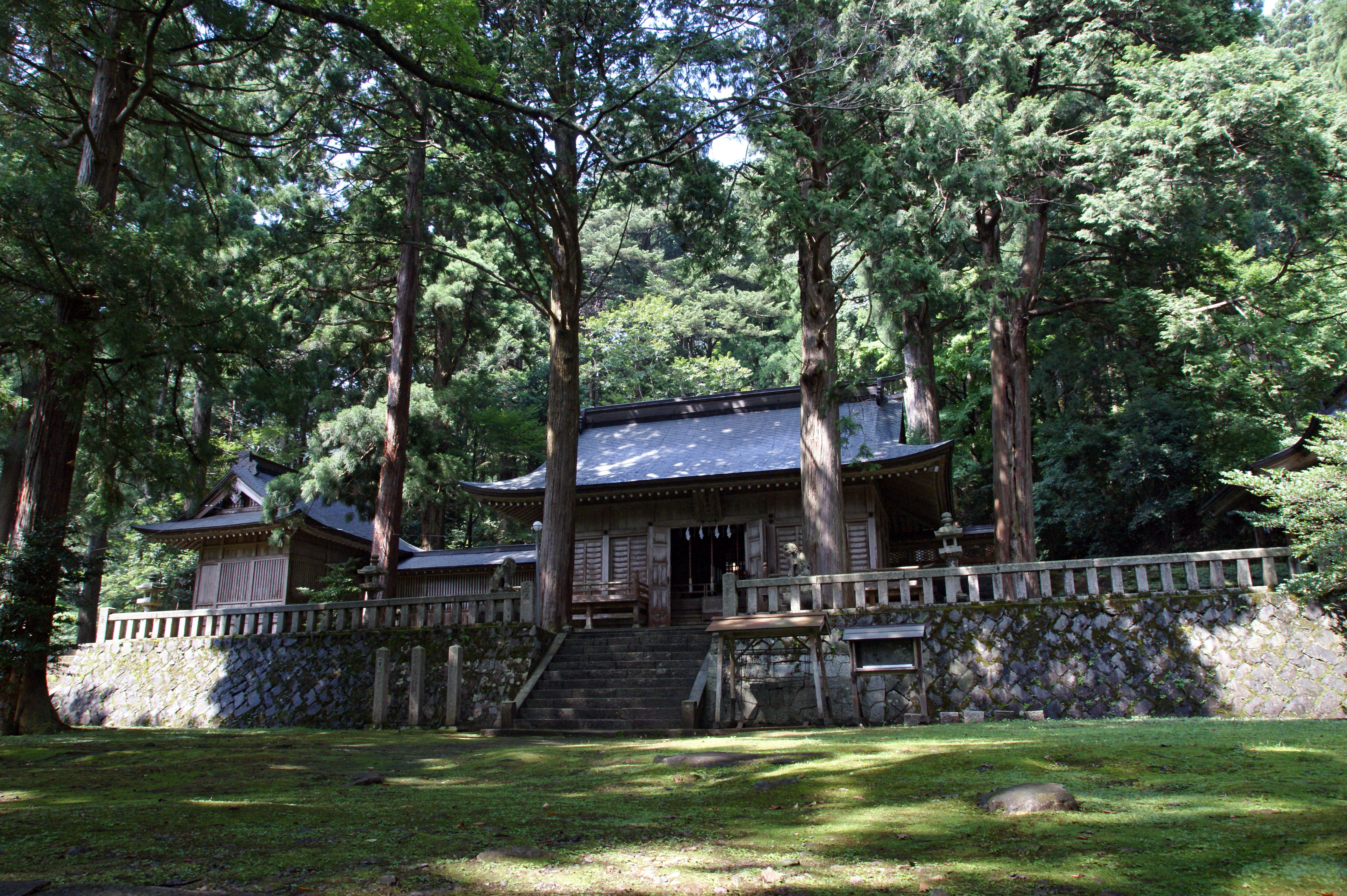
境内

若桜神社（わかさじんじゃ）は鳥取県八頭郡若桜町にある神社。旧・社格は郷社。

## 概要
平安時代初期、若桜鬼ヶ城初代城主矢部氏による創建とされる。祭神は国常立命で、天照大御神、ホンダワケ尊、素佐乃男尊、天御降産尊、保食神、倉稲魂神、菅原道真命、大己貴命、豊受神、ミズハノメの神、オオヤマズミの神、カグツチノ神、イザナミノミコト、熊野権現（慶長6年（1601年））を合祀する。当初は松神大明神と呼ばれていた。
郡中の大社として若桜鬼ヶ城歴代城主をはじめ武内宿禰や名和長年（元弘3年/正慶2年（1333年）後醍醐天皇の京都遷幸に際して鉾を奉納）、因幡国守護の山名氏らが参拝し鉾や鏡などを奉納するなど、尊崇を集めた。
若桜鬼ヶ城廃城後も、領主である鳥取藩藩主の池田氏より庇護を受けた。
境内は広くヒノキやモミの原生林によって鎮守の森が形成されており、「若桜神社社叢」として鳥取県の天然記念物の指定を受けている。

## 境内
- 本殿
- 幣殿
- 拝殿
- 神饌所
- 神楽殿
- 神門

## 文化財
- 若桜神社社叢[2] - 鳥取県指定天然記念物。シラカシを中心とするカシ林。

## 行事・祭事
- 大祭 - 神輿渡御行列など。各戸が焼餅をつくって縁者知人に配る習わしがある。
  - 宵宮：5月2日
  - 本宮：5月3日（御幸祭は隔年実施）

## 交通アクセス
- 若桜鉄道 若桜駅 徒歩15分

## 周辺
- 龍徳寺（若桜幼稚園）
- 若桜小学校